# Lionello Balestrieri
Lionello Arduino Balestrieri (Cetona, 12 settembre 1872 – Cetona, 24 ottobre 1958) è stato un pittore e incisore italiano.

## Biografia
Nato a Cetona da Agnese Bassi e Torello, un muratore di mezzi modesti che tra il 1886 e 1887 trasferisce la famiglia prima a Roma e poi a Napoli, dove le capacità di Lionello gli consentono l'ammissione alle rispettive Accademie di Belle Arti, dove è allievo dei noti pittori veristi Domenico Morelli, Filippo Palizzi e, privatamente, di Gioacchino Toma.
Nel 1892 si trasferisce a Parigi, principale attrazione per molti artisti europei, dove lavora come assistente dell'illustratore fiorentino Osvaldo Tofani, contribuendo con le sue incisioni all'edizione della Divina Commedia pubblicata nel 1900 da Vittorio Alinari; per ovviare alle carenti disponibilità economiche, collabora come illustratore con L'Illustration, Le Soleil du Dimanche, Petit Journal e Figaro Illustré.
In questa fase, conosce il violinista Giuseppe Vannicola, che ritrae nella tela Aspettando la gloria, esposta al Salon di Parigi del 1897 e ne condivide le attitudini di vita bohémien.
Nel 1896 esordisce all'esposizione al Salon des artistes français con En attendant la gloire, mentre nel 1900 raggiunge una rilevante notorietà di critica e pubblico con l'opera Beethoven (Kreutzer Sonata), premiata con una medaglia d'oro all'all'Esposizione Universale di Parigi e alla Biennale di Venezia dell'anno successivo, successivamente acquistata per 5000 lire dal Museo Revoltella di Trieste.

Beethoven, 1900

Identificato dal pubblico come Il pittore della musica, in questo periodo viene a contatto con compositori di spicco come Giacomo Puccini, Umberto Giordano e Francesco Cilea e viene nominato presidente della Società Artisti Italiani a Parigi.
Nel 1902 si reca a Napoli in occasione del decesso del mentore Morelli, che riproduce in Gli ultimi giorni di Domenico Morelli esposto nel 1902 a Monaco di Baviera e l'anno successivo a Venezia (1903); in questa fase di dedica allo studio di incisione e acquaforte, con le quali riproduce le sue opere traendone una fonte di reddito.
Nel 1910 ottiene un ulteriore successo con l'opera I lavori alla metropolitana di Parigi, esposto alla mostra del Salon della Société des Artistes Français mentre l'anno successivo, a seguito di un viaggio in Bretagna e dei contatti con la Scuola di Pont-Aven, abbandona i soggetti musicali e si focalizza sulla riproduzione verista della vita bohémien parigina.

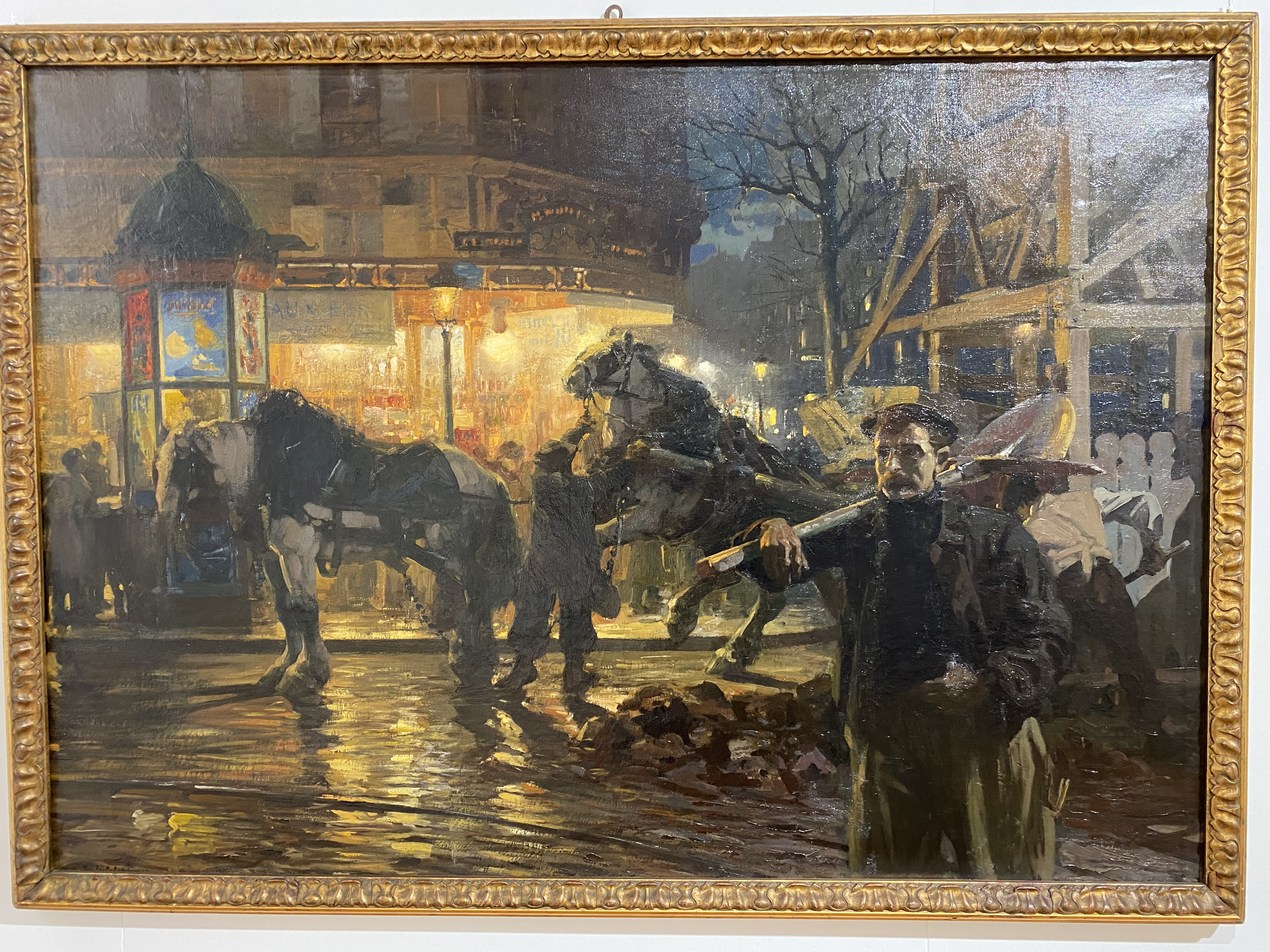
I lavori alla metropolitana di Parigi

Nel 1914, a causa del conflitto bellico, lascia Parigi e si stabilisce a Napoli, dove dirige il Museo d'Arte Industriale e l'Istituto di Arte Industriale.
Dopo una profonda crisi di coscienza, decide di abbandonare il percorso che lo ha condotto alla celebrità. Animato dal desiderio di rinnovamento Girace P., Artisti contemporanei, Napoli, E.D.A.R.T., 1970,  p. 28., nel dopoguerra si avvicina agli ambienti futuristi, suscitando grande entusiasmo in Filippo Tommaso Marinetti, che lo accoglie trionfalmente tra i suoi adepti. Partecipa inoltre attivamente ai numerosi tentativi di istituzionalizzare il ruolo degli artisti attraverso la creazione di sindacati, associazioni e corporazioni. Viene nominato Segretario del Sindacato Belle Arti di Napoli e partecipa a diverse edizioni della Biennale di Venezia.
Nel 1925 tiene una mostra antologica di tutta la sua attività alla Galleria Pesaro di Milano con 86 quadri e 26 incisioni.
Nel 1928 si allontana dai principi del Futurismo fondando il Gruppo degli Ostinati, molto vicino agli ideali artistici del regime fascista, a cui aderiscono intellettuali quali Alberto Chiancone, Franco Girosi (1896-1987), Giovanni Brancaccio, Eugenio Viti, Manfredi Franco, Pietro Barillà, Nicola Fabbricatore e Francesco Galante. 
Il luogo d'incontro prediletto è il Caffè Tripoli in Piazza del Plebiscito, famoso ritrovo di artisti ed esponenti della cultura, dove ispira l'introduzione dello stile Modernista nei circoli d'arte napoletani.
In questa ultima fase della sua attività si dedica alla riproduzione di paesaggi, autoritratti e alcune opere celebrative del regime fascista (Marcia vittoriosa, Penetrazione).
A seguito della Seconda guerra mondiale e della morte della moglie Giuditta, ritorna nella natia Cetona dove prosegue la sua attività artistica. Muore nel 1958.
Presso la città natale di Cetona è attiva una fondazione omonima, con l'obiettivo di promuovere eventi culturali come una serie di retrospettive di Balestrieri e della sua cerchia, come nel 2015 a Palazzo Minutelli Ciolo.

## Stile
(Galleria Pesaro, Mostra individuale del pittore Lionello Balestrieri, dicembre 1925)
Artista di chiaro stampo verista e meridionalista, derivato dagli anni di discepolato presso la scuola di Domenico Morelli, Balestrieri è particolarmente noto per la riproduzione di soggetti romantici, carichi di emozione, appartenenti alla vita bohémien parigina, trovando il successo nel 1900 con l'opera Beethoven (Kreutzer Sonata) che lo identifica per anni come Il pittore della musica.
Negli anni successivi il suo stile incorre in frequenti variazioni, influenzato da correnti come l'Impressionismo (Lavandaie sulla Senna), i Macchiaioli (Signora che ricama in giardino) e il Verismo sociale (Il pazzo e i savi, Mademoiselle Chiffon).
Negli anni '20, sotto l'influenza del Futurismo, dipinge opere celebrative del regime fascista, mentre negli anni '50 sperimenta tecniche moderniste e cubiste.

## Opere principali

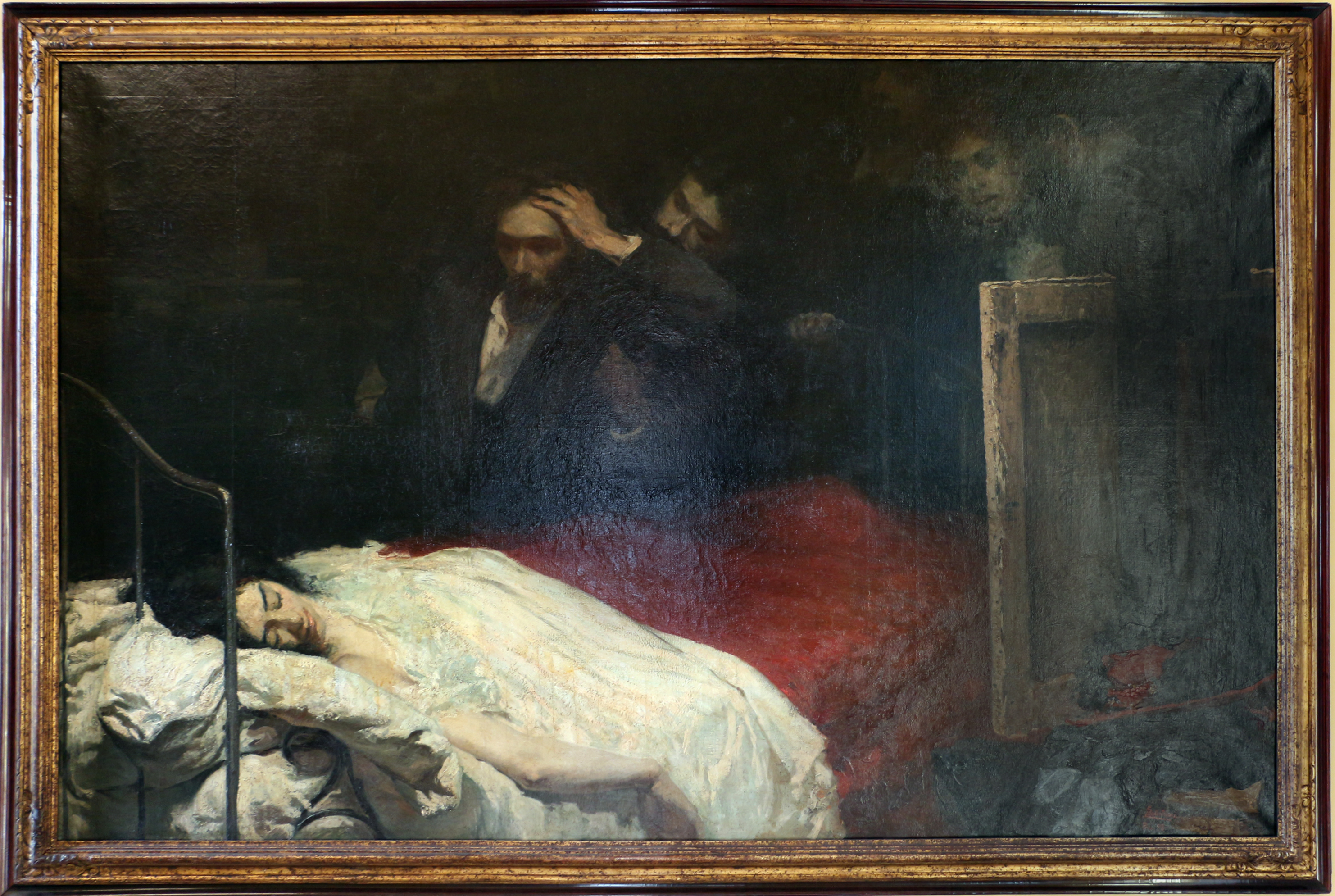
La morte di Mimì, 1898

- La moglie del Poeta (1897) olio su tela, Galleria d'arte moderna, Palermo;
- Mimì...Mimì (La morte di Mimì) (1898), olio su tela, collezione privata;
- Il Monte di Pietà (1900), olio su tela, collezione privata;
- Ritratto d'uomo (1900), olio su tela, Museo nazionale di Capodimonte, Napoli;
- Beethoven (1901), olio su tela, Museo Revoltella, Trieste[15];
- I lavori alla metropolitana di Parigi (1900-1910), olio su tela, Gallerie dell'Accademia di belle arti Tadini, Lovere;
- Gli ultimi giorni di Domenico Morelli (1902), olio su tela, Museo di arte moderna e contemporanea, Udine;
- Mattutino (1907) olio su tela, Galleria d'arte moderna, Palermo;
- Graziella (1909), olio su tela, Galleria d'arte moderna di Roma;
- Il pazzo e i savi (1912), olio su tela, Ospedale Leonardo Bianchi, Napoli;
- Mademoiselle Chiffon (1914), olio su tela, collezione privata;
- Interno di chiesa con monaci, Mattutino (1917), olio su tela, Palazzo del Cardinale Zapata, Napoli;
- Paesaggio, Punta Campanella (1933), olio su tela, Palazzo del Cardinale Zapata, Napoli;
- Mattutino (non datato), olio su tela, MUSAP, Museo Artistico Politecnico di Napoli;
- Il cavallo bianco (non datata), olio su tela, Palazzo del Cardinale Zapata, Napoli.